# Kunsthaus Grenchen

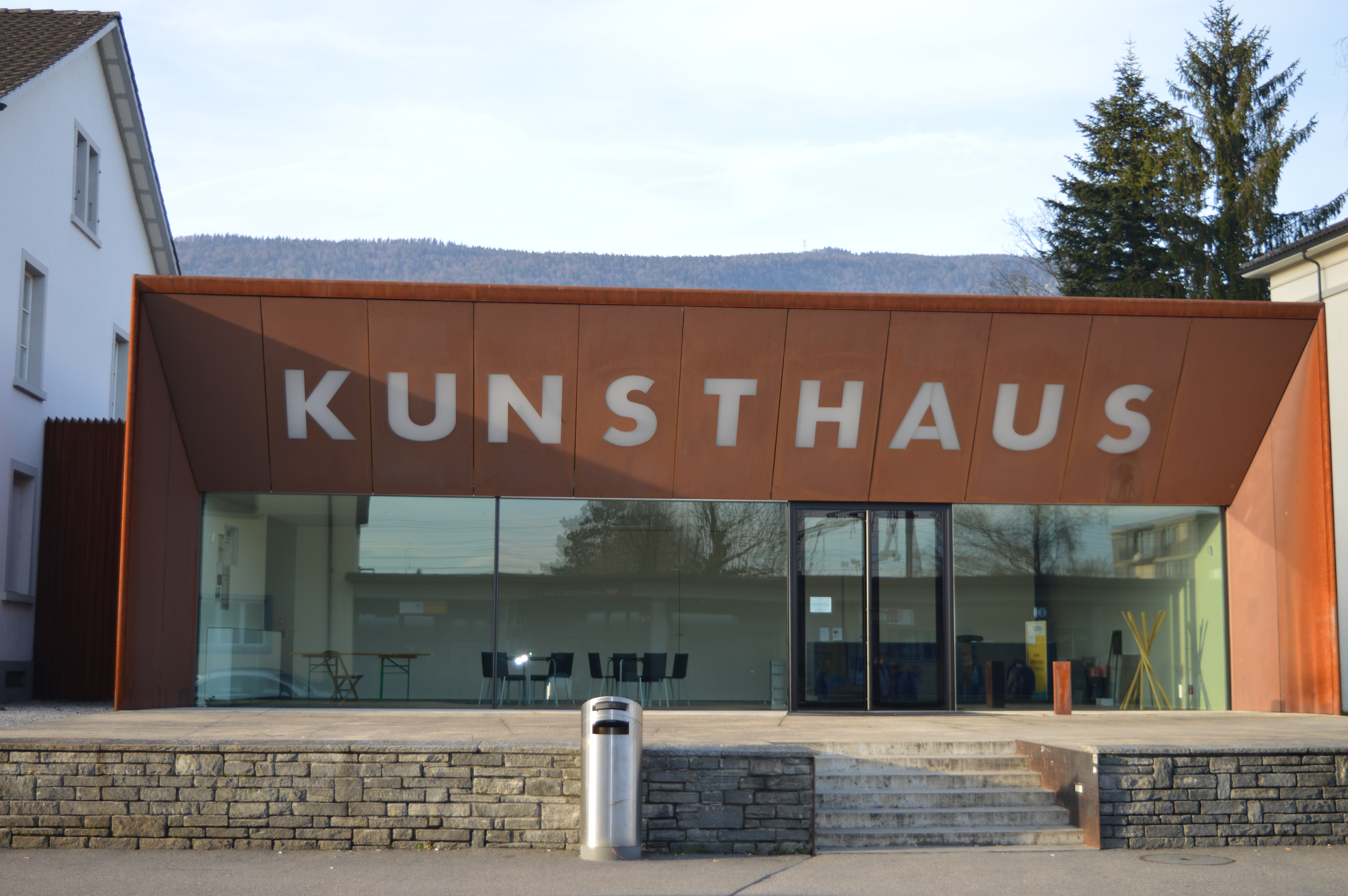
Kunsthaus, Ansicht Südseite des Neubaus (2016)

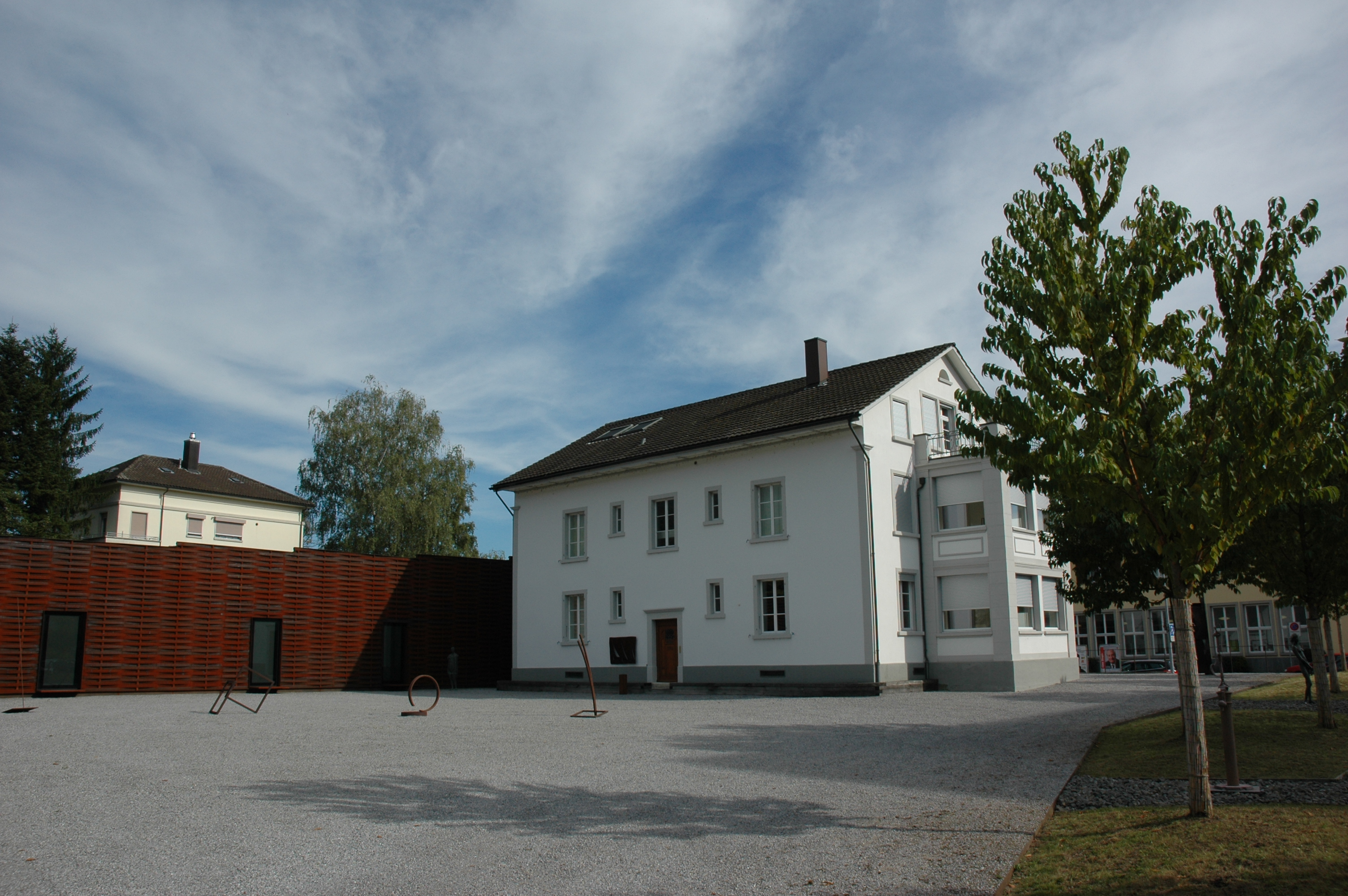
Alt- und Neubau, Park: Ansicht Kunsthaus Nordseite (2005)

Das Kunsthaus Grenchen ist ein Schweizer Kunstmuseum vis-à-vis des Bahnhofes Grenchen Süd im Kanton Solothurn. Den Sammlungsschwerpunkt bilden Druckgrafiken von regionaler, nationaler und internationaler Bedeutung.

## Geschichte
Ab 1964 setzte sich die Gesellschaft für ein Grenchner Kunstmuseum für einen Raum in Grenchen ein, in dem Ausstellungen durchgeführt und Kunstwerke gelagert werden können. Nach der Fusion der Gesellschaft für ein Grenchner Kunstmuseum mit dem örtlichen Kunstverein zur Kunstgesellschaft Grenchen (KGG) im Jahre 1971 folgte ein Jahr später die Gründung der Stiftung Grenchner Kunsthaus. Träger der Stiftung sind die Einwohnergemeinde Grenchen und die KGG. Beide Parteien brachten ihre im Lauf der Zeit aus Schenkungen und privaten Ankäufen entstandenen Sammlungen in das Stiftungsvermögen ein, die den Grundstock für die heutige Sammlung des Kunsthauses Grenchen bilden. Die «Internationale Triennale für farbige Originalgrafik», die seit 1958 regelmässig in Grenchen stattfindet, stellt eine Ankaufsplattform dar und war ein entscheidender Faktor für den Beschluss, den Sammlungsschwerpunkt des Kunsthauses auf die Druckgrafik zu legen.
Im Mai 1984 erreichte die Stiftung mit der Eröffnung des Kunsthauses am heutigen Standort vis-à-vis des Bahnhofes Grenchen Süd eines ihrer Hauptziele. Als Räumlichkeit dient bis heute das sogenannte «Girardhaus» aus dem 19. Jahrhundert, das ursprünglich als Wohnsitz des Arztes Josef Girard und später als Schulhaus diente. Im Jahr 2008 wurde die Ausstellungsfläche mit einem Erweiterungsbau vergrössert.
Erster Kustos des Kunsthauses war der Grenchner Galerist Toni Brechbühl, der dieses Amt bis 1990 ausübte. Seine Nachfolge trat Gerald Lechner an, der das Kunsthaus während neun Jahren führte. Darauf folgten Dolores Denaro (bis 2001) und Hannes Luterbacher (2001–2007).
Mit der Erweiterung 2008 übernahm Eva Inversini die künstlerische Leitung des Kunsthauses Grenchen, 2017 übergab sie ihr Amt an Claudine Metzger. Seit Herbst 2022 ist Robin Byland in dieser Funktion tätig.

## Trägerschaft, Unterstützung
Die Einwohnergemeinde Grenchen und die Kunstgesellschaft Grenchen bilden im Zusammenschluss als Stiftung Grenchner Kunsthaus die Trägerschaft des Kunsthauses. Der Stiftungsrat setzt sich aus sieben Mitgliedern zusammen. Die Stiftung Grenchner Kunsthaus bezweckt in erster Linie die Sammlung, Bewahrung und Vermittlung von zeitgenössischer Kunst, insbesondere Druckgrafik, und die Förderung des nationalen, besonders des regionalen druckgrafischen Kunstschaffens. Im Zuge des Erweiterungsbaus 2008 wurde der Förderverein Freunde des Kunsthauses Grenchen ins Leben gerufen. Er tätigt Ankäufe, die als Schenkungen in die Stiftung fliessen, und unterstützt das Kunsthaus regelmässig mit finanziellen Beiträgen.

## Architektur
Um sowohl der stetig anwachsenden Sammlung als auch den Wechselausstellungen mehr Raum zu bieten, wurde das Solothurner Architekturbüro ssm Architekten AG mit der Konzeption eines Erweiterungsbaus beauftragt. Der mit dem Architekturpreis des Kantons Solothurn ausgezeichnete Bau wurde 2008 eingeweiht. Ein eingeschossiger Massivbau bildet die Grundkonstruktion des ebenerdigen und stützenfreien Ausstellungsraums. Die Aussenwand besteht aus einem Geflecht von rohen 5/100-mm-Stahlbändern, die durch Oxidation ihre charakteristische orangerote Färbung erhielten. Öffnungen in der Aussenwand ermöglichen Sichtbezüge vom Ausstellungsraum in den Skulpturengarten. Gegen den Bahnhof hin öffnet sich die Fassade in einer breiten Glasfront, die Einblick in das grosszügige Foyer bietet.

## Sammlung
Die Sammlung des Kunsthauses Grenchen umfasst rund 17'000, vorwiegend zeitgenössische druckgrafische Werke von nationalen und internationalen Künstlerinnen und Künstlern. Besonders stark vertreten sind Werke von Kunstschaffenden aus dem Kanton Solothurn (Solodorensia). Das künstlerische Schaffen von Franz-Anatol Wyss, Peter Wullimann, Franz Eggenschwiler und Peter Travaglini ist nahezu komplett in der Sammlung vorhanden. Sowohl Jörg Mollet als auch Urs Dickerhof schenkten 2012 ihr gesamtes druckgrafisches Werk dem Kunsthaus Grenchen.
Darüber hinaus vereinigt die Sammlung Werke von namhaften Schweizer Künstlerinnen und Künstlern wie John Armleder, Hans Arp, Samuel Buri, Alois Carigiet, Coghuf, Otto Frölicher, Giovanni Giacometti, Urs Graf, Ferdinand Hodler, Rolf Iseli, Richard Paul Lohse, Bernhard Luginbühl, Meret Oppenheim, Daniel Spoerri, Hans Jegerlehner u. a. m. Die internationale Druckgrafik mit Vertretern wie Elvira Bach, Jürgen Brodwolf, Sandro Chia, Jasper Johns, James Turrell und Victor Vasarely bettet die Sammlung in einen grösseren kunsthistorischen Zusammenhang ein.
Neben Druckgrafik umfasst die Sammlung auch Malerei und Skulptur, darunter einige Grossplastiken, die im Park des Kunsthauses ständig der Öffentlichkeit zugänglich sind.

## Ausstellungen, Kunstvermittlung und Veranstaltungen
Pro Jahr zeigt das Kunsthaus Grenchen vier bis sechs Wechselausstellungen, wobei sich Einzelpräsentationen, Gruppenausstellungen zu aktuellen Themen und kleinere Retrospektiven abwechseln. Dazu kommen jährlich 1–2 Sammlungspräsentationen. Zum festen Programm gehört ausserdem die jurierte Jahresausstellung «IMPRESSION – Ausstellung für Druckgrafik», die seit 2008 jeweils Ende des Jahres stattfindet. Anfangs jährlich, wird sie seit 2013 biennal durchgeführt. Die Ausstellungen sind auf eine überregionale Wirkung ausgelegt und ergänzen die Veranstaltungen anderer kultureller Institutionen.
Im Bereich der Kunstvermittlung werden Führungen angeboten sowie Werkgespräche und Begegnungen mit den Künstlerinnen und Künstlern organisiert. In den hauseigenen Werkstattateliers finden ausserdem kreative Kinder- und Erwachsenenworkshops zu verschiedenen Themen statt. Ebenfalls in den Ateliers trifft sich der Kinder-Kunst-Klub «Druckknöpfe». Er besteht aus einer oder zwei Gruppen von Kindern zwischen acht und zwölf Jahren, die mehr über Kunst erfahren möchten und gerne kreativ sind. Die Druckknöpfe treffen sich jeweils zehnmal im Jahr, und am Ende des Jahres findet eine kleine Ausstellung ihrer Arbeiten mit Vernissage für die ganze Familie und Freunde im Foyer des Kunsthauses statt.